# Andamanen und Nikobaren

Karte der Andamanen und Nikobaren mit Detailkarte von Port Blair

Die Andamanen und Nikobaren (Hindi: अंडमान और निकोबार द्वीप समूह; englisch: Andaman and Nicobar Islands) sind ein indisches Unionsterritorium, 1.255 km südöstlich von Kolkata und 1.190 km östlich von Chennai.
Sie erstrecken sich von 6°45' bis 13°41' Nord, ungefähr entlang des 93. östlichen Längengrades westlich der thailändischen Küste und nordwestlich von Sumatra. Die am 10. Breitengrad verlaufende Zehn-Grad-Straße (engl.: Ten Degree Channel) trennt die nördlichen Andamanen von den südlichen Nikobaren. In der Hauptstadt Port Blair lebt etwa ein Viertel der etwa 380.581 Einwohner (Stand 2011).
Das Andamanische Meer mit dem Nord-Preparis-Kanal trennt das Territorium vom östlich gelegenen Myanmar. Zum Staatsvogel wurde die Andamanen-Kuckuckstaube (Macropygia rufipennis) gewählt, das Staatstier ist der Dugong, der einheimische Padauk-Baum repräsentiert die Flora.

## Geschichte
Das Territorium beider Inselgruppen ist seit prähistorischer Zeit besiedelt. Im späten 17. Jahrhundert wurden Teile der Andamanen von den Marathen annektiert. Europäisch kolonisiert wurden die Andamanen ab 1789 durch die Britische Ostindien-Kompanie. Auf die Inselgruppe der Nikobaren erhob Dänemark seit 1756 Anspruch. Parallel dazu war sie zwischen 1778 und 1784 österreichische Kolonie. 1869 wurde sie Teil von Britisch-Indien.
Im Zweiten Weltkrieg wurde die Inselgruppe von den Japanern besetzt (Operation D). Sie installierten das den Achsenmächten treu ergebene Regime der Indian National Army (INA), die sich zu einem großen Teil aus Indern rekrutierte, die im britisch kolonisierten Malaya geboren waren.
Vor der Unabhängigkeit Indiens dienten die Andamanen und Nikobaren aufgrund ihrer Abgeschiedenheit als Sträflingskolonien für Mitglieder der indischen Unabhängigkeitsbewegung. Das in dieser Zeit in Port Blair erbaute Cellular Jail, eines der ersten Gefängnisse mit Einzelzellen, hält heute im Range eines Nationaldenkmals die Erinnerung an diesen Umstand wach. Das Gebäude mit seinen ehemals sieben radial angeordneten Zellentrakten diente später jedoch auch dem Strafvollzug an unpolitischen Delinquenten.
Die japanische Besetzung im Zweiten Weltkrieg verweist auf die militärstrategische Bedeutung der Inselkette. Indien trägt dem heute mit nicht geringer Präsenz von Marine, Luftwaffe und Armee (unter anderem ein Gurkharegiment) Rechnung. Der regierende Repräsentant der Zentralregierung, der Vizegouverneur (Lieutenant Governor), ist in der Regel ein hochrangiger Militärangehöriger.
Am 26. Dezember 2004 wurden durch ein Erdbeben im Indischen Ozean (9,0 auf der Richterskala) und die dabei entstehenden Tsunamiwellen auf den Andamanen und Nikobaren verheerende Schäden angerichtet. Mehr als 2.000 Menschen kamen dabei ums Leben, mehr als 4.000 Kinder wurden verwaist oder erlitten den Verlust eines Elternteils, mehr als 46.000 Menschen wurden verletzt und mindestens 40.000 Menschen wurden obdachlos. Von den bewohnten Inseln waren unter anderem Katchal, Car Nicobar, Nancowry und Groß Nikobar am stärksten betroffen. Während Trinket sich entzwei teilte, sanken einige unbewohnte Inseln sowie Küstenstreifen größerer Inseln durch die Verlagerung der tektonischen Platten unterhalb des Meeresspiegels, so dass die Andamanen und Nikobaren 120 km² Land an das Meer verloren.

## Geografie

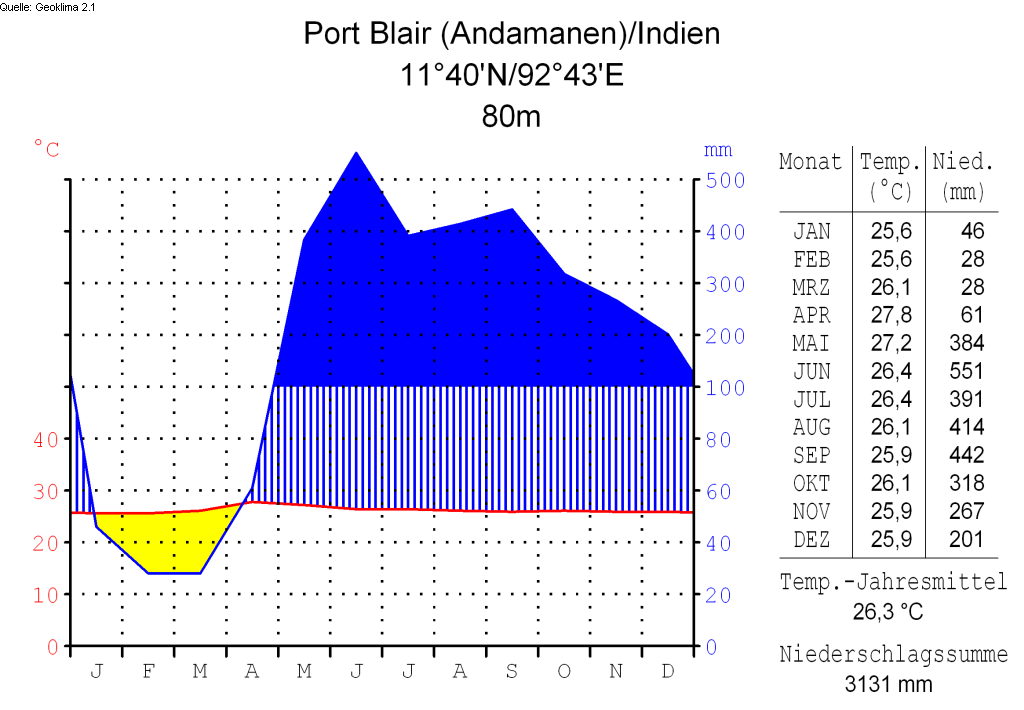
Klimadiagramm von Port Blair

Es herrscht tropisches Klima vor, die Wassertemperatur beträgt ganzjährig etwa 24 °C, die der Luft schwankt zwischen 18 °C und 34 °C. Ein leichter Wind macht die hohe Luftfeuchtigkeit (ca. 66 bis 85 %) erträglich. Die durchschnittliche Jahresniederschlagsmenge, bedingt durch den Monsun in Port Blair, beträgt 3.180 mm an rund 150 Regentagen.
Ein Großteil der 572 Inseln mit insgesamt 8.249 km² (Andamanen 6.408 km², Nikobaren 1.841 km²) ist mit tropischem Regenwald bestockt. Die höchsten Erhebungen sind der Saddle Peak auf North Andaman mit 730 m Höhe und der Mount Thullier auf Groß Nikobar (642 m). Die größten Inseln sind Middle Andaman Island (1.536 km²), North Andaman Island (1.245 km²), South Andaman Island (1.210 km²) und Groß Nikobar (1.045 km²), die kleinste ist Ross Island mit 0,8 km². Die Inselkette stellt Gipfel eines untermeerischen Gebirgszuges dar, der Teil der alpiden Orogenese von den Pyrenäen bis nach Indonesien ist. Der Ursprung des stark gefalteten Sedimentgesteins reicht bis in die Kreidezeit zurück. Daneben gibt es einige Korallenatolle und zwei Inseln verdanken ihre Entstehung vulkanischen Ereignissen.
Strenge Fischerei- und Jagdvorschriften schützen die außergewöhnliche Artenvielfalt der Meeresfauna.
In den Mangrovenwäldern der Inseln wurden 27 der weltweit etwa 60 Spezies festgestellt.

### Städte
Städte (Stand: Volkszählung 2011)
| Stadt      | Einwohner |
| ---------- | --------- |
| Port Blair | 108.058   |
| Garacharma | 9.431     |
| Bombuflat  | 6.790     |

## Bevölkerung

### Demografie
Nach der Volkszählung in Indien 2011 hat das Unionsterritorium 379.944 Einwohner. Nur 37 der Inseln sind bewohnt, fast 90 % leben auf den Andamanen und gut 10 % auf den Nikobaren. Ein Drittel der Bevölkerung lebt in der Hauptstadt Port Blair; insgesamt leben 36 % der Einwohner in Städten. Die Bevölkerungsdichte gehört mit 46 Einwohnern pro Quadratkilometer zu den niedrigsten der 29 indischen Bundesstaaten und 7 Unionsterritorien (siehe Andamanen/Nikobaren im indienweiten Vergleich).
| Einwohnerzahl der Andamanen und Nikobaren | Einwohnerzahl der Andamanen und Nikobaren | Einwohnerzahl der Andamanen und Nikobaren | Einwohnerzahl der Andamanen und Nikobaren | Einwohnerzahl der Andamanen und Nikobaren | Einwohnerzahl der Andamanen und Nikobaren | Einwohnerzahl der Andamanen und Nikobaren | Einwohnerzahl der Andamanen und Nikobaren |
| ----------------------------------------- | ----------------------------------------- | ----------------------------------------- | ----------------------------------------- | ----------------------------------------- | ----------------------------------------- | ----------------------------------------- | ----------------------------------------- |
| 1951                                      | 1961                                      | 1971                                      | 1981                                      | 1991                                      | 2001                                      | 2011                                      |                                           |
| 31.480                                    | 64.160                                    | 115.874                                   | 189.496                                   | 281.990                                   | 356.650                                   | 379.944                                   |                                           |

Auf den Inseln sind 6 Scheduled Tribes (registrierte Stammesvölker) offiziell anerkannt, ihnen stehen (zentral-)staatlicher Schutz und Förderung zu:
1. die Nikobaresen: 27.168 Angehörige
2. die Jarawa: 380 Angehörige, eines der letzten isolierten Völker (2001: 240)
3. die Shompen: 229 Angehörige (2001: 398)
4. die Onge: 101 Angehörige (2001: 96)
5. die Groß-Andamaner: 44 Angehörige (2001: 43)
6. die Sentinelesen: 15 Angehörige, ebenfalls isoliert (2001: 39)

Außer den Nikobaresen gehören alle zu den „besonders verletzbaren Stammesgruppen“ (PVTGs: Particularly Vulnerable Tribal Groups) und erhalten gesetzlich garantiert zusätzliche Förderung vom indischen Ministerium für Stammesangelegenheiten (Ministry of Tribal Affairs).
Im Februar 2010 verstarb mit der 85-jährigen Boa Senior die letzte Angehörige des Bo-Volkes; der Stamm soll dort seit 65.000 Jahren gesiedelt haben. Ihr Ehemann war einige Jahre zuvor gestorben, nachdem beide den 2004er-Tsunami überlebt hatten, und sie hinterließ keine Kinder. Mit ihr starb auch ihre Sprache.

### Ethnografie
Die Urbevölkerung der Andamanen bilden die sprachlich, genetisch und kulturell miteinander verwandten Völker der Groß-Andamaner, Jarawa, Onge und Sentinelesen. Sie sind dunkelhäutig und kraushaarig (sogenannte Negritos) und leben als Jäger und Sammler. Die Kontakte zur Mehrheitsbevölkerung sind unterschiedlich stark ausgeprägt; die Sentinelesen leben gar in völliger Isolation und lehnen jeden Kontakt zur Außenwelt ab. Auf den Nikobaren leben die Shompen als Jäger und Sammler, während die Nikobaresen zusätzlich Gartenbau betreiben.
Seit 1981 hat sich die Einwohnerzahl hauptsächlich durch Immigration vom indischen Festland mehr als verdoppelt. So stellt die nicht-indigene Bevölkerung mittlerweile die große Mehrheit der Bevölkerung; Angehörige der Stammesbevölkerung (Scheduled Tribes) machen laut der Volkszählung von 2011 nur noch 7,5 % der Einwohner des Unionsterritoriums aus. Während die andamanische Urbevölkerung vom Aussterben bedroht ist und nur noch wenige hundert Menschen zählt, stellen die Ureinwohner auf den Nikobaren noch fast zwei Drittel der Bevölkerung.

### Sprachen
| Sprache       | Sprachfamilie   | Anteil |
| ------------- | --------------- | ------ |
| Bengali       | Indoarisch      | 25,7 % |
| Hindi         | Indoarisch      | 18,2 % |
| Tamil         | Dravidisch      | 17,7 % |
| Telugu        | Dravidisch      | 12,8 % |
| Malayalam     | Dravidisch      | 08,1 % |
| Nikobaresisch | Austroasiatisch | 08,0 % |
| Kurukh        | Dravidisch      | 03,9 % |

Von den Sprachen der Urbevölkerung gehören die nikobaresischen Sprachen, die von den etwa 27.000 Nikobaresen gesprochen werden, zur Sprachfamilie der austroasiatischen Sprachen. Im Gegensatz zu früheren Erkenntnissen gehört auch die Sprache der Shompen zu den nikobaresischen Sprachen, ist also nicht isoliert. Die andamanischen Sprachen, die nur noch von wenigen hundert Ureinwohnern der Andamanen gesprochen werden, bilden eine eigene kleine Sprachfamilie, die nach heutigem Kenntnisstand zu keiner größeren Sprachfamilie gehört (vergleiche aber Indopazifisch).
Als Ergebnis der Zuwanderung werden auf den Andamanen und Nikobaren heute mehrheitlich unterschiedliche Sprachen des indischen Festlandes gesprochen. Die meistverbreiteten Sprachen sind nach der Volkszählung 2001 Bengali (26,0 %), Hindi (18,4 %), Tamil (17,8 %), Telugu (12,9 %) und Malayalam (8,2 %). Nikobaresische Sprachen werden von 8,0 % der Bevölkerung gesprochen. Als Amtssprachen dienen Englisch und Hindi.

### Religionen
Unter den Einwohnern der Andamanen und Nikobaren stellen Hindus nach der Volkszählung 2011 mit 69 Prozent die Mehrheit. Daneben gibt es eine größere Zahl von Christen (21 Prozent) sowie eine kleinere muslimische Minderheit (8,5 Prozent).

## Wirtschaft

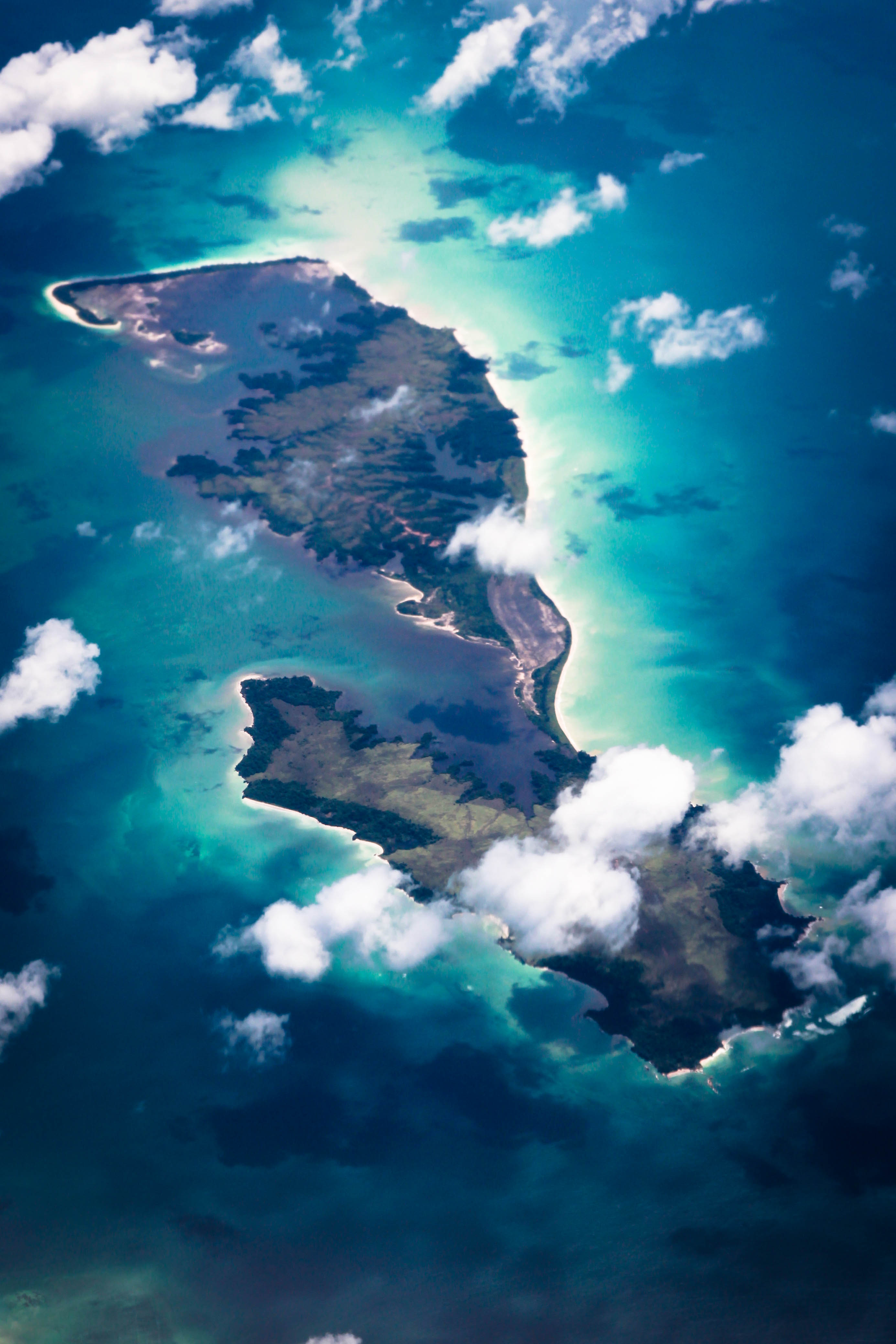
Trinket (Nikobaren)

Neben der Förderung von Diamanten, Nickel, Gold, Selen und Sulfat ist vor allem der Export von tropischem Nutzholz als Wirtschaftsfaktor zu nennen. Mit der Chatham Sawmill befindet sich eines der größten Sägewerke Südasiens in der Nähe der Inselhauptstadt. Einzigartig dürften die Arbeitselefanten sein, die schwimmend ihre Einsatzorte auf den benachbarten Inseln erreichen.
Trotz des Anbaus von Reis, Kaffee, Bananen und Kokospalmen sowie Viehzucht ist der Archipel auf zusätzliche Versorgung vom Festland angewiesen. Außer der Landwirtschaft ist die Fischerei ein weiterer Erwerbszweig.

### Tourismus
Eine wichtige Einnahmequelle der Inseln ist der Tourismus, die Andamanen sind für Touristen zum Teil zugänglich, die Nikobaren nicht.
Neben den Hauptinseln sind Havelock Island, Long Island, Mayabunder, Diglipur, Little Andaman und Rangat sowie für Tagesausflüge Jolly Bouy, South Cinque, Red Skin, Mount Harriet und Madhuban zugänglich.
Es existieren neun Nationalparks: Saddle Peak National Park auf North Andaman Island, Campbell Bay National Park, Galathea Bay National Park, Mahatma Gandhi Marine (Wandoor) National Park, Middle Button Island National Park, Mount Harriet National Park, North Button Island National Park, Rani Jhansi Marine National Park, South Button Island National Park.

## Verkehr
Es bestehen regelmäßige Schiffs- und Flugverbindungen von Port Blair nach Kolkata und Chennai. Gelegentlich besteht auch eine Schiffsverbindung nach Visakhapatnam (Stand 2004).

## Verwaltung
Als bundesunmittelbares Gebiet haben die Andamanen und Nikobaren kein eigenständiges Parlament und keine Regierung. Die administrative Gewalt in exekutiver und legislativer Hinsicht wird vom Vizegouverneur (seit 2017 Devendra Kumar Joshi) ausgeübt. Das Gebiet ist der Judikative des Calcutta High Court unterstellt, der in Port Blair eine Außenstelle unterhält.

### Verwaltungsgliederung
Das Unionsterritorium Andamanen und Nikobaren ist in folgende drei Distrikte eingeteilt:
| Distrikt                 | Verwaltungssitz | Fläche    | Einwohner (2011) | Bev.- dichte |
| ------------------------ | --------------- | --------- | ---------------- | ------------ |
| Nikobaren                | Car Nicobar     | 1.840 km² | 36.819           | 20 Ew./km²   |
| North and Middle Andaman | Mayabunder      | 3.252 km² | 105.539          | 32 Ew./km²   |
| South Andaman            | Port Blair      | 2.980 km² | 237.586          | 80 Ew./km²   |

## Strategische Bedeutung
Am nördlichen Ende der Straße von Malakka gelegen, kommt den Inseln eine signifikante strategische Bedeutung zu. Indien verfügt auf den Inseln über Militärbasen, von denen aus diese für China und andere asiatische Staaten wichtige Versorgungsroute im Konfliktfall blockiert oder der Seeverkehr zumindest beeinträchtigt werden könnte. Die Inseln verschaffen Indien folglich einen strategischen Vorteil gegenüber dem mit dem Malakka-Dilemma konfrontierten China.